# Китти-Хок (Северная Каролина)
Китти-Хок (Китти-Хок, англ. Kitty Hawk) — город в Северной Каролине в округе Дэр. Расположен на Внешних отмелях, барьерных островах Северной Каролины. В 2000 году в городе проживало 2 991 человек. Поселение было основано в начале 1700-х годов как Чикахок. Китти-Хок стал знаменитым после того, как братья Райт из Дэйтона (Огайо) выбрали соседнюю местность для осуществления своих первых в мире полётов на аэроплане 17 декабря 1903 года. Килл-Девил-Хиллз, песчаные дюны в 6 милях к югу от Китти-Хок, были выбраны братьями Райт для своих экспериментальных полётов благодаря постоянным устойчивым ветрам и уединённости. Сейчас это город. 

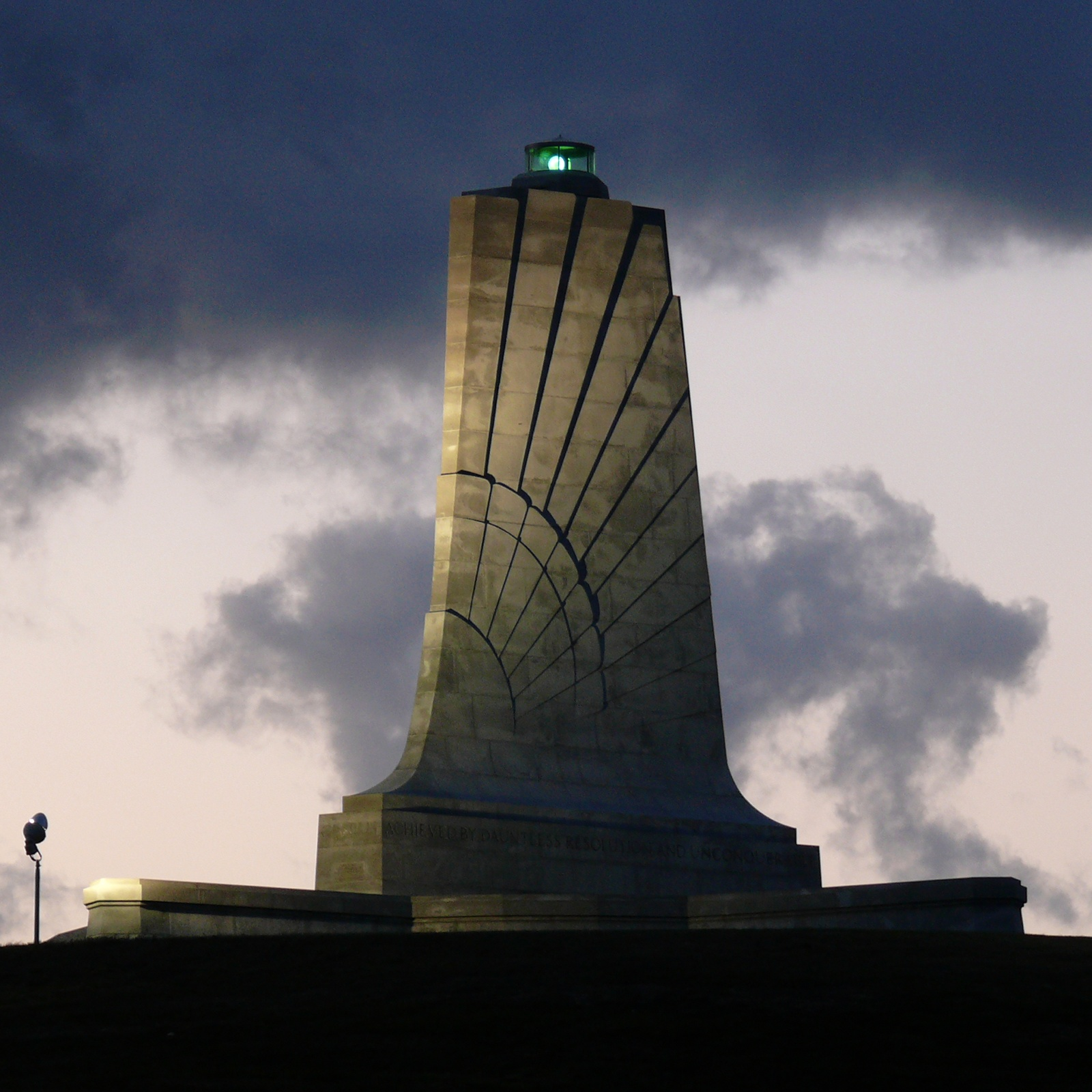
Килл-Девил-Хиллз. Мемориал в честь полёта братьев Райт.

В честь Китти-Хок названы авианосец USS Kitty Hawk (CV-63), авианосный транспортный корабль USS Kitty Hawk (AKV-1) (1941-1946), истребители времён Второй мировой войны Curtiss P-40, командный модуль космического корабля Аполлон-14 и один из американских стратегических бомбардировщиков B-2.